# Mijnbouw in Suriname
Mijnbouw vormt een groot deel van de economie in Suriname. In 1916 begon de Alcoa in Suriname met het delven van bauxiet. Deze delfstof groeide tot 2015 uit tot het belangrijkste exportproduct van het land.
Goud en aardolie hadden in 2017 een aandeel van bijna 67% van de totale export en de gehele mijnbouw circa 85% van de export en 25% van de overheidsinkomsten. De kleinschalige goudwinning is controversieel vanwege de impact op de gezondheid van de inheemse bevolking.

## Bauxiet

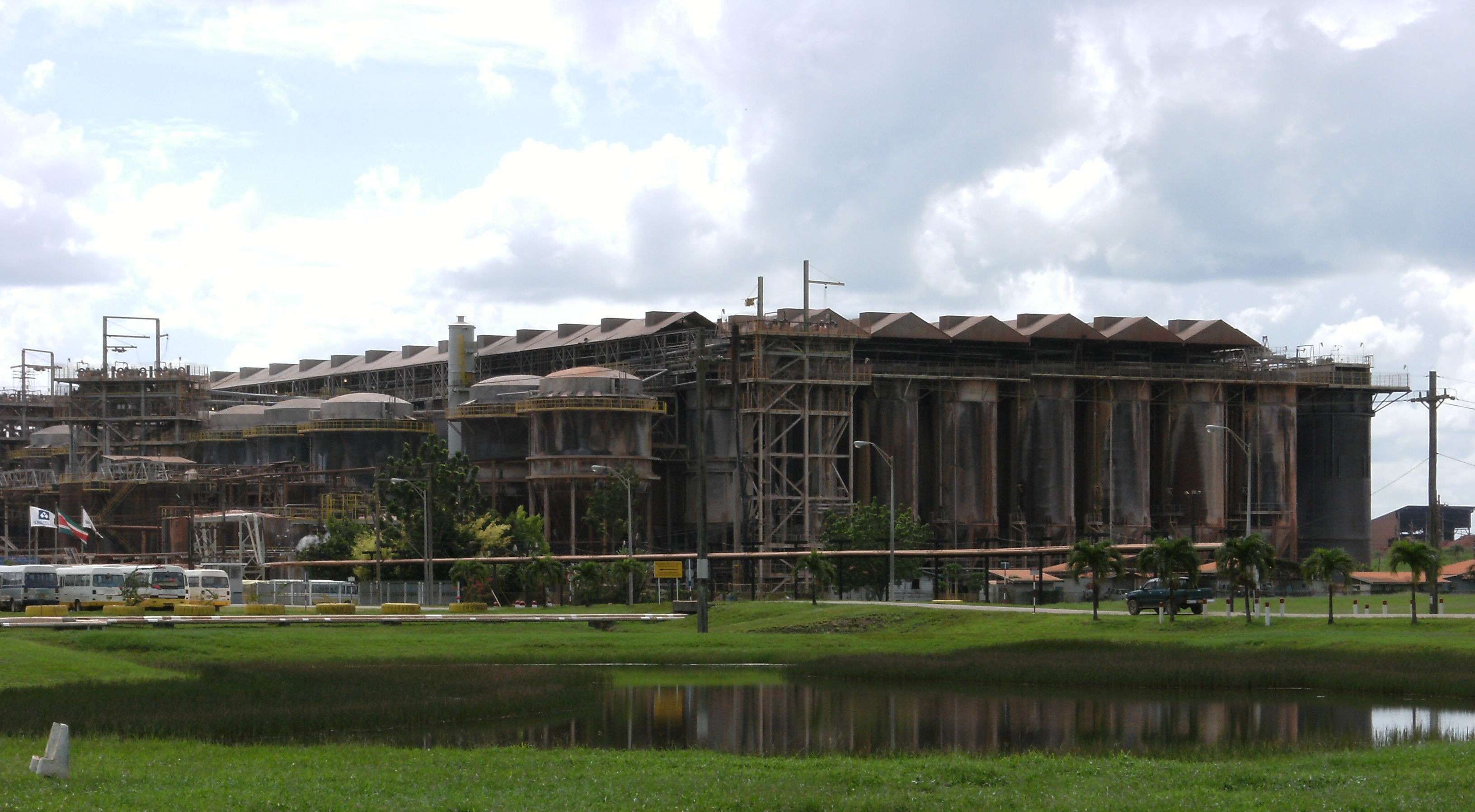
Bauxietraffinaderij van Suralco in Paranam, 2008

Bauxiet werd van 1915 tot 2015 gewonnen en sinds de exploitatie door het Amerikaanse bedrijf Alcoa (Aluminium Company of America) vanaf 1922 geëxporteerd. De hoeveelheden maakten het volgende verloop:
- Tot 1939: 280.000 ton (gemiddeld per jaar)
- 1951: 2.699.000 ton
- 1954: 3.421.000 ton
- 1957: 3.377.000 ton

Door de strategische waarde van de bauxiet werd Suriname tijdens de Tweede Wereldoorlog door de Verenigde Staten beschermd en kon investeringen aantrekken van grote bedrijven als Shell, BHP Billiton en Alcoa.
Tussen 1961 en 1964 werd de Afobakadam in de Surinamerivier gebouwd om met behulp van het daardoor gecreëerde Brokopondostuwmeer grote hoeveelheden energie te produceren. Die is nodig voor het elektrolyseproces tijdens de productie van aluminium door Suralco. De dam werd 1965 tot 2017 door Alcoa beheerd. Met het einde van de bauxietwinning in 2015 door Alcoa, vanwege economische redenen, nam de overheid het beheer van de dam over. Het Bauxiet Instituut Suriname is blijven bestaan om eventuele toekomstige bauxietwinning te kunnen faciliteren.

### Nieuwe start
Eind 2024 ging de regering een overeenkomst aan met het Chinese bedrijf Chinalco voor de ontginning van bauxiet in West-Suriname in het gebied rond Bakhuis.

## Goudwinning

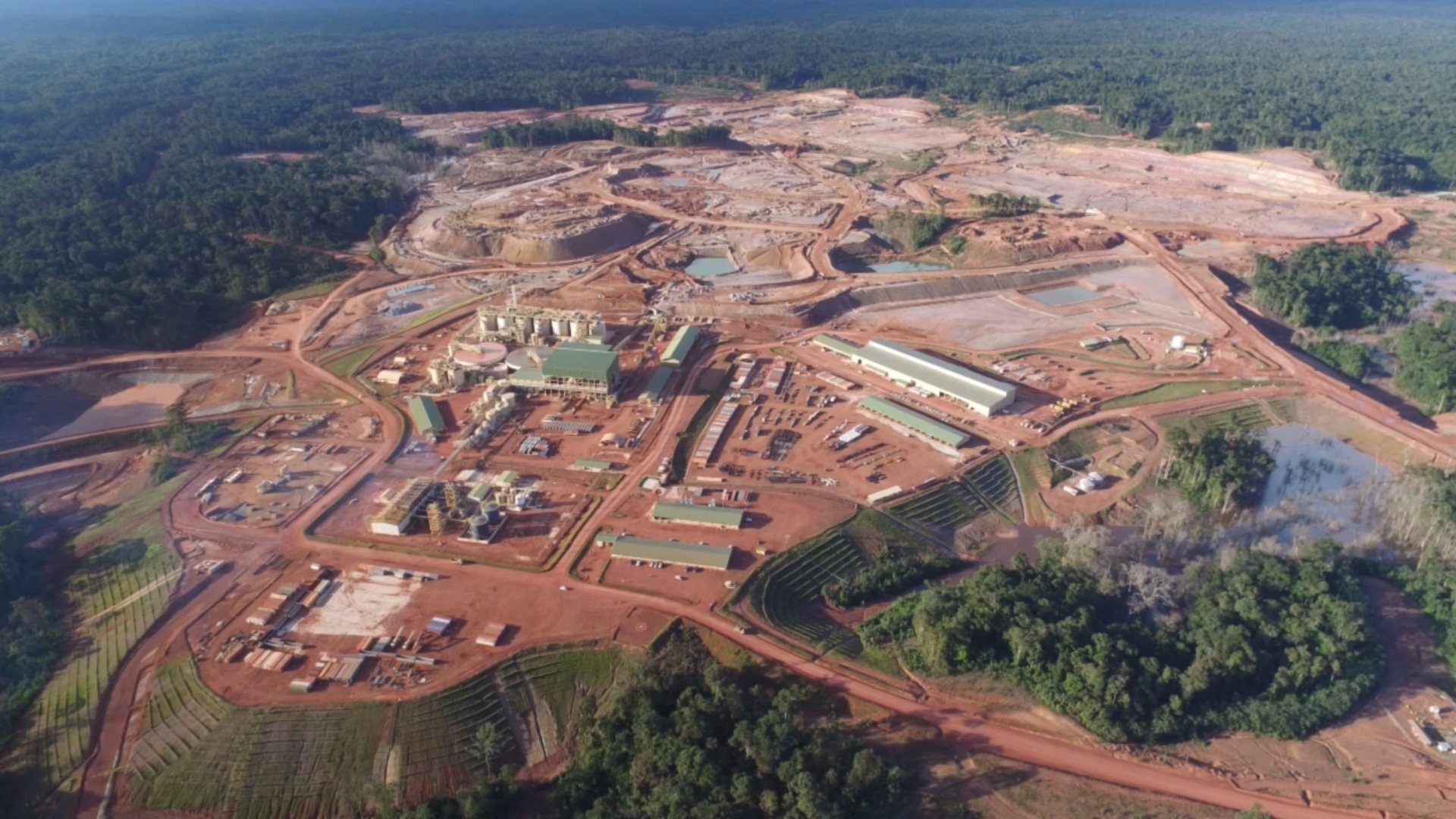
Merian-goudmijn in 2019

Suriname kent twee grootschalige goudmijnen: sinds begin jaren 2000 de Rosebel-goudmijn en sinds medio jaren 2020 de Merian-goudmijn.
De Surinaamse regering schat dat er 20.000 kleinschalige goudzoekers zijn, hoewel er in 2009 slechts 115 officieel waren geregistreerd. De kleinschalige goudsector is aantrekkelijk vanwege de relatief hoge werkloosheid in Suriname. Goudwinning heeft milieuschade veroorzaakt, evenals gezondheidsschade bij de inheemse bevolking, met name de Wayana's.

## Olie
Sinds eind jaren 1920 werden de eerste oliesporen in Suriname gevonden. Het duurde echter nog tot 1965 tot de eerste olie werd ontdekt, in Calcutta in het district Saramacca. Vanuit een klein kantoor aan de Gravenberchstraat richtte Eddy Jharap, geoloog en hoofd van de Oliecommissie, op 13 december 1980 Staatsolie Maatschappij Suriname op. De commerciële olieproductie begon in 1982 in het Tambaredjoveld met 200 vaten per dag. De productie werd daarna verhoogd met een installatie in Catharina Sophia.
In januari 2020 maakten de Franse en Amerikaanse oliemaatschappijen Total en Apache bekend dat zij een grote ontdekking van olie en gas hadden gedaan voor de kust van Suriname. Speciaal hiervoor bracht de Amerikaanse minister van Buitenlandse Zaken Mike Pompeo in september 2020 een bezoek aan president Chan Santokhi, om hem gunstig te stemmen ten aanzien van Amerikaanse bedrijven die willen meedingen voor olieopdrachten.

## Andere delfstoffen
In Suriname worden in beperkte mate andere mineralen gedolven, waaronder ijzer.